# Liste der Monuments historiques in Monthois
Die Liste der Monuments historiques in Monthois führt die Monuments historiques in der französischen Gemeinde Monthois auf.

## Liste der Objekte
| Bezeichnung                              | Beschreibung                                                                  | Standort                    | Kennzeichnung | Schutzstatus | Datum | Bild |
| ---------------------------------------- | ----------------------------------------------------------------------------- | --------------------------- | ------------- | ------------ | ----- | ---- |
| Diptychon mit Szenen aus dem Marienleben | Holz, geschnitzt, 15. Jahrhundert; während des Ersten Weltkriegs verschwunden | in der Kirche St-Luc (Lage) | PM08000322    | Classé       | 1911  |      |